# Live in Toronto
A Live in Toronto videó a brit Motörhead zenekar 1982-ben megjelent első koncertfilmje, melyet az Iron Fist album lemezbemutató turnéjának első állomásán rögzítettek Kanadában. A koncert a Motörhead klasszikus felállásának egyik utolsó fellépése volt, mivel pár nappal később a New York-i koncert után 'Fast' Eddie Clarke kilépett a zenekarból.
A koncert hanganyaga 2005-ben az Iron Fist album kétlemezes deluxe változatának bónusz CD-jén jelent meg.

## A koncert dalai
1. Overkill – 2:52
2. Heart of Stone – 3:07
3. Shoot You in the Back – 3:10
4. The Hammer – 3:19
5. Jailbait – 3:56
6. America – 3:23
7. (Don't Need) Religion – 3:20
8. Capricorn – 4:23
9. (Don't Let 'em) Grind Ya Down – 3:24
10. (We Are) The Road Crew – 3:08
11. No Class – 2:32
12. Bite the Bullet – 1:30
13. The Chase is Better Than the Catch – 5:13
14. Bomber – 4:53

## Közreműködők
- Ian 'Lemmy' Kilmister – basszusgitár, ének
- 'Fast' Eddie Clarke - gitár, ének
- Phil 'Philthy Animal' Taylor - dobok